# Guido Bonacolsi
Guido Bonacolsi († Mantua, 21 de enero de 1309), llamado Botticelli, fue Señor de Mantua de la familia Bonacolsi entre 1299 y 1309. Era hijo de Guiovanni Bonacolsi Grambagrossa, y por lo tanto, nieto de Pinamonte Bonacolsi.

## Biografía
Guido era podestà de Mantua desde que su tío Bardellone le nombró en 1291 cuando hizo abdicar a Pinamonte. Además, en 1293 fue nombrado vicario de Suzzara. Obligó a abdicar a Bardellone el 2 de julio de 1299 y desde entonces gobernó como “Capitán General Perpetuo”. También fue investido con el feudo de Castellaro por el obispo de Trento en 1302, del que también recibió las villas del Cavalieri, Villagrossa, Pampuri y Gazzo. A diferencia de su tío Bardellone, Guido es recordado como un buen gobernante.

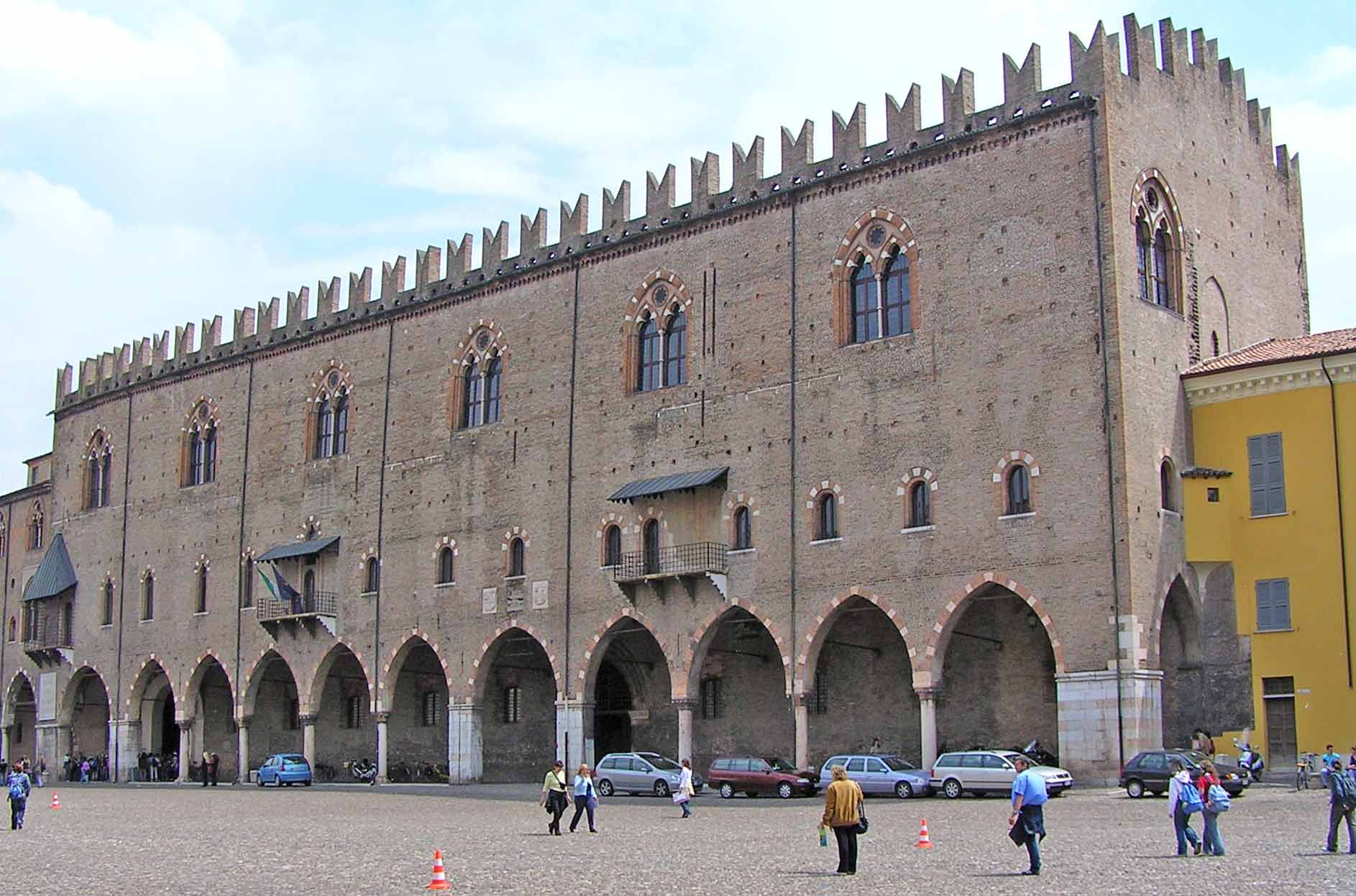
Palacio Ducal, residencia de Guido y de los Bonacolsi.

En el espacio vacío contiguo al palacio Ducal construyó el palacio del Capitán, el cual fue el escenario de un suceso que muestra el carisma de Guido: en 1308 la ciudad conoció que Guido había estado malversando fondos del tesoro público para construir este palacio; Guido lo reconoció y aseguró que iba a devolver íntegramente hasta la última moneda. El consejo de ancianos apreció el noble gesto del capitán, que nunca intentó negarlo, y además de perdonarle consiguió que le dieran la opción de disponer a placer del erario público.
Aun no se había instaurado en la ciudad un poder hereditario, aunque Guido asoció a su hermano Rinaldo al poder en 1308. Falleció en 1309 y fue enterrado en la iglesia de San Paolo. Los historiadores relatan cómo en su lecho de muerte, con palabras proféticas se recomienda a Rinaldo, su sucesor, que vigile a los Gonzaga, los verdaderos enemigos de su familia tras la muerte de Azzo d’Este. En su testamento Guido dejó una considerable fortuna para los pobres y dispuso la restauración de los bienes confiscados a las familias nobles.

## Descendencia
Se casó dos veces. La primera con Franceschini Maggi, de Brescia, y en 1300 con Constanza della Scala, hija de Alberto I della Scala, señor de Verona y Verde di Salizzole y viuda de Obizzoni, marqués de Este. Con este matrimonio selló la alianza con Verona. Tuvo dos hijas, Agnese y Fiordiligi, y un hijo bastardo, Pietro, canónigo de la catedral de Mantua
| Predecesor: Bardellone | Señor de Mantua 1299–1309 | Sucesor: Rinaldo |